# 結城焔
結城 焔（ゆうき ほむら）は、日本の漫画家。主に成人向け漫画を描き、『サンデーGX』（小学館）や『Comicアンスリウム』（ジーオーティー）で連載を持つ。同人サークル「Homura's R Comics」としても活動している。

## 作風
柔和なタッチでキャラクターを八頭身に描きながらも作画崩れなどでキャラクターを三頭身に描くことでコミカルを演出する手法も持つ。柔らかいタッチでありながらも『お姉ちゃん!天国』のように近親相姦をテーマにした作品や『ぴぴる魔っ!』のようにファンタジーや魔法を日常生活に取り入れた作品など手掛けるジャンルは幅広い。

## 人物
乗り物に詳しく、単行本のあとがきなどでは乗り物に乗せたキャラクターのイラストを描くことが多い。

## 作品リスト

### 漫画

#### 書籍
一般向け
- 『IS 〈インフィニット・ストラトス〉』 2013年 - 2020年、原作：弓弦イズル、小学館、全8巻
- 『クラス転移に巻き込まれたコンビニ店員のおっさん、勇者には必要なかった余り物スキルを駆使して最強となるようです。』 原作：日浦あやせ（Narrative Works）、キャラクター原案：鱈、ぶんか社『マンガよもんが』連載、〈BKコミックス〉、既刊4巻
  1. 2022年3月4日発売[1][2]、ISBN 978-4-8211-2926-3
  2. 2022年11月5日発売[3]、ISBN 978-4-8211-5461-6
  3. 2023年8月4日発売[4]、ISBN 978-4-8211-5634-4
  4. 2024年7月5日発売[5]、ISBN 978-4-8211-5850-8

成人向け
1. 『愛してるのはあなただけ』 2005年11月15日（2005年11月5日発売[6]）、コアマガジン〈ホットミルクコミックス206〉、ISBN 4-87734-868-9
2. 『らぶらぶ♥しよう』 2006年11月8日（2006年11月10日発売[6]）、コアマガジン〈ホットミルクコミックスシリーズ228〉、ISBN 4-86252-067-7
3. 『Fresh Lovers』 2007年10月17日（2007年10月19日発売[6]）、コアマガジン〈メガストアコミックス142〉、ISBN 978-4-86252-243-6
4. 『らぶぽろすたいる』 2009年12月15日（2009年12月18日発売[7]） ヒット出版社〈セラフィンコミックス〉、ISBN 978-4-89465-465-5
5. 『ぴぴる魔っ!』 2011年6月14日（2011年6月17日発売[8]）、ヒット出版社〈セラフィンコミックス〉、ISBN 978-4-89465-520-1
6. 『姉づくし』 2012年11月19日（2012年11月22日発売[9]）、ヒット出版社〈セラフィンコミックス〉、ISBN 978-4-89465-573-7
7. 『放課後らぶろわいやる』 2015年4月10日（2015年3月25日発売[10]）、ジーオーティー（GOTコミックス）、ISBN 978-4-86084-958-0
8. 『お姉ちゃん!天国』 2017年8月19日（同日発売[11][12]）、ジーオーティー〈GOTコミックス〉、ISBN 978-4-8148-0042-1

#### 書籍未収録作品
- コミックハイ! （双葉社）
  - 『幸魂〜さくや伝〜』（2011年11月号、2012年1、3、5、7、9、11月号）

### ゲーム
- 『要!エプロン着用』（2008年9月26日、highsox）
- 『堕天の記憶 〜業〜』（2013年3月22日[13]、BLACK RABBIT）